# Открытый чемпионат Австралии по теннису 2014

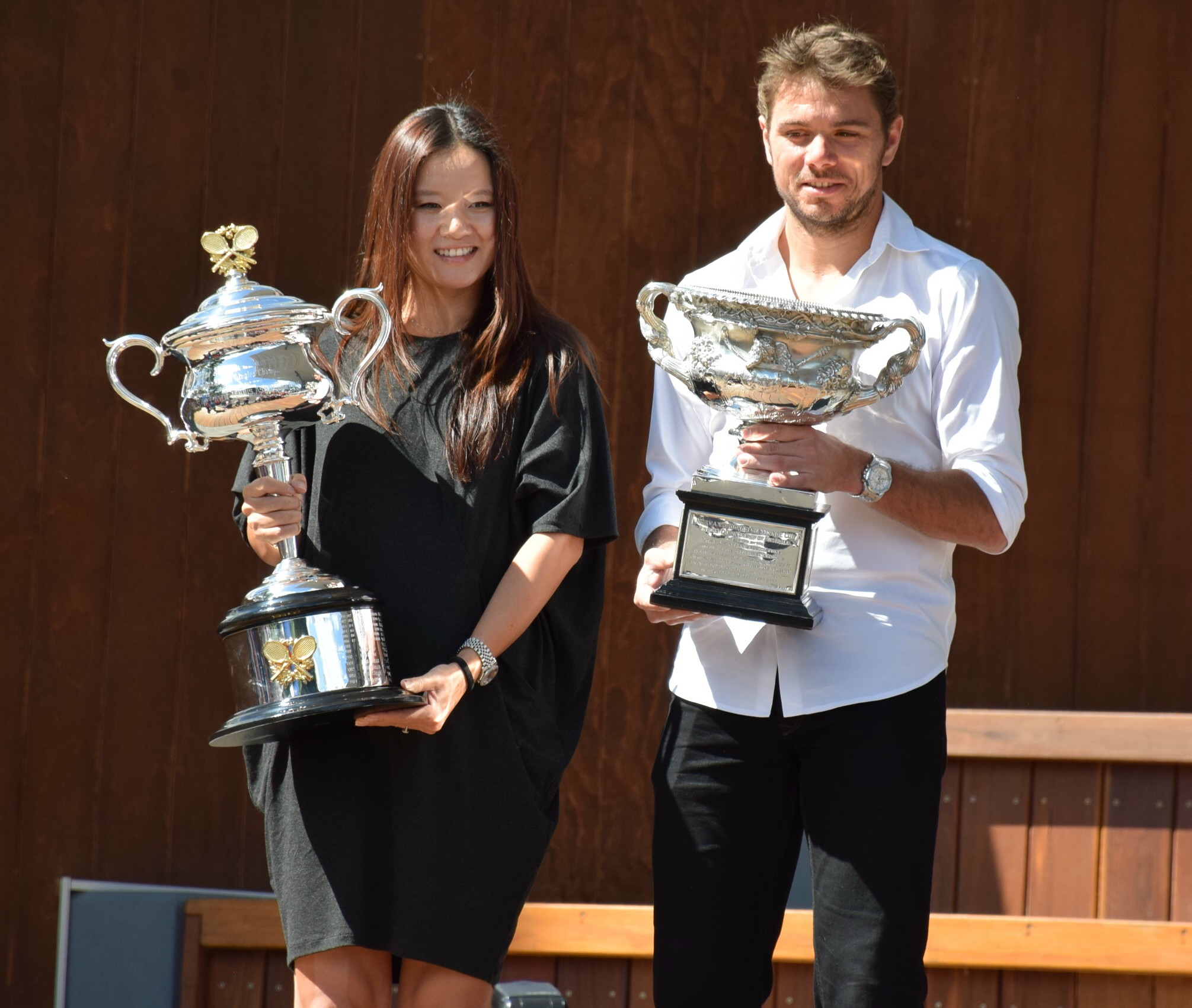
Победители одиночных соревнований Ли На и Станислас Вавринка

Открытый чемпионат Австралии по теннису 2014 года — 102-й розыгрыш ежегодного профессионального теннисного турнира серии Большого шлема, проводящегося в австралийском городе Мельбурн на кортах местного спортивного комплекса «Мельбурн Парк». Традиционно выявляются победители соревнования в девяти разрядах: в пяти — у взрослых и четырёх — у старших юниоров. Матчи основных сеток прошли с 13 по 26 января. Соревнование традиционно открывало сезон турниров серии в рамках календарного года.
Прошлогодние победители среди взрослых:
- в мужском одиночном разряде —  Новак Джокович
- в женском одиночном разряде —  Виктория Азаренко
- в мужском парном разряде —  Боб Брайан и  Майк Брайан
- в женском парном разряде —  Сара Эррани и  Роберта Винчи
- в смешанном парном разряде —  Ярмила Гайдошова и  Мэттью Эбден

## Общая информация
Турнир-2014 был отмечен несколькими примечательными событиями:
- В первом круге состоялся женского одиночного турнира состоялся матч между теннисистками, которые родились с разницей более чем в 27 лет: 16-летняя швейцарка Белинда Бенчич переиграла 43-летнюю японку Кимико Датэ-Крумм. При этом швейцарка родилась уже после того, как японка завершила этап своей карьеры перед 12-летней паузой в выступлениях.
- Австралиец Патрик Рафтер, закончивший карьеру в 2002 году, на короткое время вернулся в протур, в возрасте 41 года принял участие в соревнованиях мужских пар.
- Установившаяся в первые дни турнира жара выше 40 °С привела к многочисленным жалобам игроков на невыносимые условия игры.

## Соревнования

### Взрослые

#### Мужчины. Одиночный турнир
Станислас Вавринка обыграл  Рафаэля Надаля со счётом 6-3, 6-2, 3-6, 6-3.
- Вавринка выиграл свой дебютный финал на турнирах серии.
- Надаль уступил свой 1-й финал в сезоне и 6-й за карьеру на турнирах серии.

#### Женщины. Одиночный турнир
Ли На обыграла  Доминику Цибулкову со счетом 7-6(3), 6-0.
- Ли выигрывает свой 1-й финал в сезоне и 2-й за карьеру на турнирах Большого шлема.
- Цибулкова уступает свой дебютный финал на турнирах Большого шлема.

#### Мужчины. Парный турнир
Лукаш Кубот /  Роберт Линдстедт обыграли  Эрика Буторака /  Равена Класена со счётом 6-3, 6-3.
- представитель Польши выигрывает турнир Большого шлема впервые с 1978 года.
- Линдстедт с 4-й попытки выигрывает финал на турнирах Большого шлема.

#### Женщины. Парный турнир
Сара Эррани /  Роберта Винчи обыграли  Екатерину Макарову /  Елену Веснину со счётом 6-4, 3-6, 7-5.
- представительницы Италии выигрывают свой 1-й турнир Большого шлема в сезоне и 4-й за карьеру в туре.

#### Микст
Кристина Младенович /  Даниэль Нестор обыграли  Саню Мирзу /  Хорию Текэу со счётом 6-3, 6-2.
- представительница Франции выигрывает турнир впервые с 1935 года, представитель Канады — впервые с 2011 года.

### Юниоры

#### Юноши. Одиночный турнир
Александр Зверев —  Стефан Козлов — 6-3, 6-0.
- представитель Германии выигрывает турнир впервые с 1997 года.

#### Девушки. Одиночный турнир
Елизавета Куличкова —  Яна Фетт — 6-2, 6-1.
- представительница России становится абсолютной чемпионкой турнира впервые с 2006 года и во второй раз в истории.

#### Юноши. Парный турнир
Лукас Мидлер /  Брэдли Мозли —  Кантен Алис /  Жоан Татло — 6-4, 6-3.
- Мозли стал первым с 2009 года теннисистом, защитившим свой прошлогодний парный титул на этом турнире.

#### Девушки. Парный турнир
Ангелина Калинина /  Елизавета Куличкова —  Кэти Боултер /  Ивана Йорович — 6-4, 6-2.
- представительница России выигрывает турнир впервые с 2008 года, Украины — впервые в истории.